# Мой рай (альбом)
«Мой рай» — второй студийный альбом российской певицы МакSим. Релиз состоялся 15 ноября 2007 года (в салонах «Евросеть» — с 13 ноября). В отличие от песен альбома «Трудный возраст», которые собирались несколько лет, композиции альбома «Мой рай» представляли собой совершенно новый материал (кроме песен «Чужой» и «Зима», которые были написаны за несколько лет до издания альбома). Критики дали, в основном, положительные отзывы об альбоме, особо выделив вокал певицы и гитарные партии, отметив улучшение звучания, а также тот факт, что на этот раз МакSим представила более зрелый материал.
«Мой рай» стал вторым успешным альбомом певицы, разойдясь тиражом более 500 тысяч экземпляров в первую неделю продаж. Общий проданный тираж альбома, по разным данным, составляет от 1 миллиона 300 тысяч до 2 миллионов экземпляров. Заглавная песня альбома «Мой рай» стала одной из самых успешных композиций певицы, разойдясь тиражом более 1 миллиона 200 тысяч экземпляров, как цифровой сингл. Альбом получил семь платиновых и один бриллиантовый статус в России.
Диск получил награду премии Муз-ТВ 2008 года в номинации «Лучший альбом». В поддержку альбома был организован концертный тур под одноимённым названием, в ходе которого певица дала более 90 концертов.

## Создание песен и запись
В альбом вошли песни, написанные в различные периоды жизни певицы. «Зима» и «Чужой» были написаны ею в 14 лет, и, по мнению самой певицы, в них есть ощущение 90-х годов. В интервью МакSим рассказывала, что специально перезаписала эти песни для нового альбома (с этого и начав работу над пластинкой), чтобы, как она выразилась, «успокоиться уже с ними». Рассказывая о композиции «Чужой», певица признавалась, что мотивы её создания для неё самой остались неясными: «Что мной двигало, когда я писала такие песни, я не знаю». МакSим говорила, что написала её ещё раньше, чем была начата работа над материалом альбома «Трудный возраст», причём в тот момент в принципе не знала ещё ничего о тех отношениях, которые описываются в композиции: «…конечно, об этих отношениях „Любимый мой чужой, я буду твоей рабой“ — конечно, я об этом ничего тогда не знала, ровно ничего».
Остальной материал для альбома был написан преимущественно в 2007 году. В интервью на радиостанции «Маяк» МакSим говорила, что «Секретов нет», как и большинство песен альбома, были записаны «относительно недавно, примерно год назад [2007 год], когда готовился второй альбом к выходу в свет, и в дорогах, можно сказать, писался второй альбом». К созданию песен были привлечены и соавторы, казанские друзья МакSим. Песни «Секретов нет» и «Любовь» написаны совместно с Викторией Которовой, «Зима» — с Еленой Гребневой, а «Лучшая ночь» — с Дмитрием Комаровым. По поводу композиции «Зима» МакSим говорила, что она «была написана давно, в соавторстве с [её] подругой. Тогда, наверное, нам очень хотелось согреться. Мы хотели сделать её максимально весёлой, потому что зима, по-моему, всех повергает в депрессию». Композиция «Мой рай» была создана в Санкт-Петербурге, во время гастролей певицы. Исполнительница говорила, что по ощущениям песня получилась питерская, а писала она её с позиции девушки-фанатки. Некоторые люди, по её мнению, смысл песни истолковывают превратно, полагая, будто бы здесь описывается отношение некоторых людей к ней самой. «С „трудного возраста“ мне писали, что я пишу мысли некоторых людей, что они не могут сказать кому-то, а я как раз об этом говорю», — поясняла МакSим.
Согласно пресс-релизам к альбому, песня «Лучшая ночь» была написана МакSим, когда она возвращалась с гастролей домой рано утром, а «Open Air Sochi» — после гастролей по черноморскому побережью.
Музыку к песне «Open Air Sochi» написали Шон Комбс, американский рэпер, продюсер и автор песен, выступающий под именем Пафф Дэдди, а также другие американские авторы, в числе которых известный R&B-исполнитель Марио Вайнэнс. Первоначально песня была написана на английском языке под названием «In My Dreams», исполнялась группой «Dream» и вошла в её дебютный альбом «It Was All a Dream». Позже музыку предложили МакSим, и она самостоятельно написала к ней текст на русском языке. Однако в описании альбома автор музыки к песне не указан.
Запись альбома началась в 2007 году и, по словам певицы, проходила сложнее, чем работа над дебютным альбомом: «второй альбом уже приходилось писать в условиях достаточно жёстких, потому что и гастрольный график стал плотнее, и сроки были маленькие». Перед началом работы над диском МакSим собрала музыкальную группу, которая стала гастролировать вместе с ней. Музыканты этого коллектива приняли участие и в записи альбома. Евгений Модестов исполнил партии гитары; Станислав Горошев — бас-гитары; Валентин Тарасов — ударных; Кирилл Антоненко — клавишных. Изменилось и само звучание, по сравнению с альбомом «Трудный возраст».
После успеха первого альбома и его высоких продаж я решила, что нужно продолжать в таком же темпе и ни в коем случае не сбавлять обороты. Естественно, тут уже больше работает мозг, включается какая-то коммерческая жилка, деловой настрой… И, безусловно, я очень сильно переживала до тех пор, пока вообще все не отбросила и не решила, что мне все равно. Что хотите, то и думайте, но второй диск я сделаю таким, каким хочу. И в итоге «Мой рай» получился совершенно иным, нежели «Трудный возраст» – но таким, каким я его и задумала. Вот как подсказывала мне душа, так я его и делала. И он в результате тоже понравился моим слушателями. И я окончательно поняла: главное, делать такую музыку, какую ты захочешь послушать у себя дома, и потом вспомнишь о чём-то – и захочешь послушать ещё раз.
Артистка, вспоминавшая, что на момент создания альбома находилась в поиске «„своего“ звучания», замечала: альбом сильно отличается от дебютного, который был сыгран «на двух нотках». МакSим рассказывала, что изначально хотела создавать такую музыку, играть с живыми музыкантами, — просто прежде не имела такой возможности и такого бюджета. Как только «…появилась возможность делать всё лучше и лучше. И ставить концертные программы, и самой развиваться в музыкальном плане…», — это и было реализовано на диске.
МакSим говорила, что ей просто нравится «живое звучание», и что она стремится к аналоговому звуку: «мне нравится, когда гитара звучит как гитара. Когда играет настоящий инструмент, а не „расчёска“. Когда-нибудь я попробую в свою музыку привнести какие-то другие звуки, из тех, что существуют на планете. И хочется, чтоб они были не электронными». Над альбомом также работали приглашённые музыканты. Аранжировки сделали Анатолий Стельмачёнок (работавший над дебютным альбомом певицы) и Алексей Прокофьев. Евгений Модестов исполнял партии гитары в песнях «Секретов нет», «Научусь летать», «Любовь», «Лучшая ночь» и «Не отдам». Игорь Бессмертный записал партии трубы для песен «Научусь летать» и «Не отдам», последняя из которых, стала самой сложной для записи песней. По словам певицы, композиция перезаписывалась несколько раз. Первоначально была записана версия песни в стиле поп, с электронными инструментами, и как говорила МакSим: «…Мы записали сначала такую супер-попсу, прямо препопсу». Потом песня была перезаписана ещё раз, далее аранжировку сделал не знакомый певице музыкант, но результат её также не устроил. Потом был написан окончательный вариант, после которого песня была записана в ещё нескольких версиях. Как говорила певица, в процессе записи, она в какой-то момент стала испытывать негативные эмоции по отношению к композиции: «В общем, мы оставили потом один из этих вариантов, записали туда трубу, и, всё равно, мне постоянно кажется, что вот здесь надо было по-другому, а вот здесь надо было не вставлять трубу…».
В самый последний момент записи альбома была записана композиция «Стеклоглазка Льдинная». По словам исполнительницы, музыка к песне появилась, когда шла работа над песней «Мой рай»: «Мы взяли „Мой рай“, и когда двигали ручки на пульте, для того, чтобы там что-то подправить, мне показалось, что это прикольно. Мы вырезали кусок этой правки, и я туда начитала это стихотворение». Песня была записана за 10 минут. В целом, в альбоме проявилось новое звучание певицы, которое по стилю ближе к поп-року. По словам МакSим, все аранжировки делались в рамках настроения песен, но её саму удивило, что в некоторых песнях появляются «нотки чуть ли не пост-панка». По её словам, несмотря на то, что альбом ближе к поп-року, он всё равно остаётся в рамках поп-музыки. Смысл заголовка альбома МакSим объясняла так:

Я имела в виду не загробное царство, конечно. Это я о том, что на самом деле можно научиться радоваться любому состоянию, в любое время и в любом месте. Если человек находит солнце там, где его нет, он становится счастливее… Мое счастье в том, что я развиваюсь, и в том, что я знаю, куда иду. Я действительно хочу стать профессионалом, хочу заниматься музыкой и делать это хорошо.— МакSим

## Тематика песен
В отличие от первого альбома, где были описаны, по большей части, ситуации, которые исполнительница брала из наблюдений за другими людьми, новая пластинка певицы написана о её чувствах и переживаниях. Как говорила сама МакSим:

…если в прошлом альбоме в основном были песни основанные на чужом опыте или просто придуманные, то в этом альбоме я постаралась побольше писать о себе, о том, что происходило со мной, от какого-то панического веселья до грусти, меланхолии. Всё это постаралась туда включить.— МакSим
МакSим отмечала, что всё же две песни альбома — «Не отдам» и «Секретов нет» — написала не о себе; вторая из них затрагивает тему интернет-дневников. Кирилл Радченко из «NewsMusic.ru» счёл, что основной темой альбома стала любовь, но в действительности эмоциональный спектр его разнообразен: здесь присутствуют лиричность, воспоминания, страсть, равнодушие, ревность.
Песня «Любовь» написана про осень, а песню «Научусь летать» певица посвятила своему приятелю — популярному актёру Денису Никифорову: «„Научусь летать“ [была написана] — в ту пору, когда я дружила с актёром Денисом Никифоровым, он снялся в моём клипе „Отпускаю“. Денис „подсадил“ меня на парашютный спорт, и я увлеклась им серьёзно». Песня «Мой рай» также написана о любви к известному человеку: «Это история про популярного человека. Естественно, я была поклонницей разных актёров, музыкантов. Влюблялась в них… <…> Я просто очень хорошо знаю это состояние — влюблённость в недоступного персонажа, про которого, как ты думаешь, ты всё знаешь».
Темой песни «Лучшая ночь» изначально были романтические отношения: она рассказывает историю о девушке, которая не может признаться в любви своему молодому человеку. Позже, в ходе своего второго гастрольного тура, на одном из выступлений в Москве, МакSим посвятила композицию своему будущему ребёнку: «Эту песню я посвящаю тому, что уже через какое-то время нельзя будет скрыть под гитарой». По мнению Кирилла Радченко, песня «Не отдам» написана о ссоре «с лучшей подругой из-за полюбившегося парня».
К композиции «Стеклоглазка Льдинная» МакSим относилась поначалу как определяющей для всего своего творчества, но позже отказалась от этой мысли. Она утверждала, что у неё всё же есть песни «другого характера и совсем с другим [её] зрением». Песня, по её словам, стои́т здесь особняком, отражая совершенно иные настроения и ощущения, никак не связанные с альбомом в целом.

## Музыка и лирика
После того как МакSим собрала собственную группу музыкантов и стала выступать с «живым» музыкальным сопровождением, изменилось и стилистическое направление её творчества, что нашло отражение в новом альбоме. Значительно усложнились аранжировки и стало более заметно влияние поп-рока. Большинство песен записаны с живыми инструментами (гитара, ударные, бас, клавиши, духовые). Однако в основе своей песни сохранили поп-звучание. В большинстве песен альбома преимущество отдаётся гитарному звучанию, тогда как в альбоме «Трудный возраст» акцент был сделан на клавишные. Критики особо отметили вокальные партии певицы, которые «хоть и сохранили свою проникновенность, порой звучат невероятно серьёзно». Также было отмечено, что вокал «очень хороший, „прямой“», «без манерных завываний, которые почему-то стали чуть ли ни основным признаком женской поп-музыки».
Первая композиция альбома «Секретов нет» — это гитарная поп-рок композиция, в которой, по мнению Марка Раделя из «Intermedia», МакSим попробовала вокально работать «в стиле Юли Савичевой». Сергей Соседов посчитал, что строчки песни «Теперь мои — твои тайны, больше нет запретов, знаю все твои секреты» напоминают о песне Земфиры «Почему», где та поёт «Я задыхаюсь от нежности, от твоей-моей свежести…». В песне «Мой рай» присутствует стандартный набор инструментов: пианино, акустическая гитара, бас и ударные. Так же песню выделяет запоминающееся соло, исполненное на электрогитаре. Гуру Кен пишет, что по звучанию песня «вырулила на звук классической эстрады, сев на хребет одновременно ABBA и Валерии». Текст песни, по мнению Николая Тарасова, является очень метафоричным: «артистка подчас задаёт такой градус метафоричности, что слушатель невольно может растеряться — например, извлечённые из контекста строчки „Наверно, это мой рай: / Искать его отраженье / В предметах чёрного цвета / И слышать в голосе май“». По его мнению, данные строки можно сопоставить с работами Джорджа Гуницкого, автора песен группы «Аквариум». По мнению Гуру Кена, песня «Любовь» записана в стиле «циничного R&B».
«Лучшая ночь» — это «искренне-смущённая» поп-баллада, которая, по утверждениям Гуру Кена, музыкально продолжает традиции первого альбома и «чудесным парадоксальным образом вдруг отсылает к лучшим балладам Виктора Цоя». По утверждениям самой МакSим, данная песня — это «положенная на музыку романтичная история о девушке, которая не решается признаться в своих чувствах молодому человеку». По мнению Соседова, строчка «Я к нему на встречу пешком из дома сонного прочь…» навеяна песней Татьяны Снежиной «Позови меня с собой». Композиция «Open Air Sochi», которую критики характеризовали как «вкрадчиво-рубленое» диско-техно, напомнила им творчество Майкла Джексона, Джанет Джексон и российской певицы Линды. Лирика песни навеяна гастролями певицы в Сочи: «Мы там гастролировали почти все лето. Видели, какие там развесёлые тусы. Прям на берегу». В композиции «Зима» присутствуют «типичные для R&B ритмы». Песня «Чужой» напоминает классическую российскую эстраду.
Альбом также включает скрытую композицию «Стеклоглазка льдинная» (композиция не обозначена в оглавлении альбома, а звучит на дорожке 12, после ремикса на песню «Мой рай» и минуты тишины), в которой, по утверждениям Марка Раделя, МакSим «под зловещий трип-хоп-аккомпанемент […] шепчет следующие строки: „Я шагала порознь с маскою Мальвинною, я читала: сказано, что навеки отдана Арлекину гордая девка Буратинная. Закричать не дали мне, я теперь наивная, стану одинокая стеклоглазка льдинная“».

## Релиз
По словам певицы, перед выпуском альбома она испытывала «синдром второго альбома», боясь провала пластинки, хотя альбом стал бестселлером по продажам. МакSим говорила, что настолько сильно переживала перед выходом альбома, что это вызвало у неё панику. Опасения были связаны с тем, что певица боялась, что не напишет такой же удачный альбом, каким был «Трудный возраст». Но после, по её словам, она просто расслабилась и стала писать песни «для души».

…Все творческие люди, наверное, переживают по поводу своей музыки. Я все время думала, да и до сих пор думаю: «А! Это надо было сделать по-другому. Что-то где-то переделать, что-то где-то доделать». Но доделывать можно сколько угодно. Лишь после того, как мне сказали, сколько дисков было продано в первую неделю, я поняла, что все нормально и успокоилась. Сразу же продали партию — 700 тысяч альбомов.
— МакSим
Первые сообщения о выпуске альбома появились в августе 2007 года. Сообщалось, что после завершения летнего тура певицы, 11 августа, певица закрылась в студии, чтобы продолжить работу над вторым альбомом. Также говорилось, что релиз новой пластинки планируется в ноябре 2007 года. Первоначально релиз альбома прошёл эксклюзивно в салонах сети «Евросеть» 13 ноября 2007 года. Общий релиз состоялся 15 ноября. Альбом также был выпущен как цифровой релиз. С 15 ноября на сайте «Rambler.ru» можно было приобрести альбом в формате mp3. Расширенное издание альбома (в DVD-упаковке) вышло 22 марта 2008 года, в день концерта МакSим в СК «Олимпийский», в Москве.

## Рекламная кампания
Ещё до выхода альбома на сайте «Rambler» была создана специальная промостраница МакSим, где 5 ноября впервые прошёл релиз её нового видеоклипа на песню «Мой рай». На странице впервые стал продаваться альбом певицы в виде цифрового релиза. Также сообщалось, что клубной презентации альбома не планировалось. 2 ноября 2007 года Гуру Кен в своём блоге разместил информацию о рекламной кампании альбома. В неё должны были войти рекламные съёмки на телевидении (Муз-ТВ, MTV), интервью на радиостанциях («Европа плюс», «Love радио», «DFM», «Юмор FM», «Хит FM», «Эхо Москвы» (Участие в программе «Аргентум»), «Первое популярное радио» (Участие в программе «Можно все со звездой»), «Русское радио») и размещение информации о CD на сетевых музыкальных ресурсах. Также были запланированы съёмки и интервью для журналов и газет. 2 ноября 2007 года, МакSим выступила на концерте, устроенном казахстанским телеканалом Muzzone, где уже исполняла песни из нового альбома.
Уже после выхода альбома начинается его масштабная рекламная кампания. МакSим отправляется в свой второй гастрольный тур, в ходе которого даёт более 90 концертов в России, Казахстане, Беларуси, на Украине, в Эстонии, Латвии, Литве, Германии и Израиле. Песню «Научусь летать» МакSим использовала для рекламы альбома ещё до его выхода и исполняла её в ходе своего первого концертного тура (премьера состоялась 21 июня 2007 года в Ледовом дворце на Ходынском поле, в Москве). Песня исполнялась и в ходе ледового шоу Евгения Плющенко, наряду с «Знаешь ли ты» и «Ветром стать». В июле «Научусь летать» попала в сеть; сообщалось, что она, возможно, станет первым синглом альбома. Кампания по раскрутке альбома началась 1 и 2 декабря на телевизионных съёмках премии «Золотой граммофон» в Москве и Санкт-Петербурге. 22 марта МакSим даёт большой сольный концерт в Москве в СК «Олимпийский». Концерт, собравший более 18000 поклонников, стал одним из самых масштабных выступлений звёзд российской эстрады. Гуру Кен писал о концерте, что: «Певица доверительно посвящает слушателей в свои фантазии и чувства. Искренность почти забыта сейчас на большой поп-сцене. И тем оглушительнее контраст с потрясающе искренней (в рамках своего имиджа) певицей МакSим».
6 июня певица выступает на премии «Муз-ТВ», исполнив песню «Мой рай» под живой аккомпанемент. 12 июня МакSим выступает в Перми на концерте, устроенном радиостанцией «Европа плюс»; 23 ноября посещает премию «Золотой граммофон» в Санкт-Петербурге, а 29 ноября — аналогичную премию в Москве, где исполняет песню «Научусь летать». В декабре 2008 года певица выступает на записи «Песни года 2008».
В 2009 году, песня «Секретов нет» стала саундтреком к телевизионному сериалу «Любовь — не то, что кажется», показанному на канале СТС. Композиция звучала в заглавном трейлере к сериалу. 5 июня 2009 года МакSим выступила на церемонии Муз—ТВ 2009. Она исполнила песню «Не отдам», в то время как «над сценой парила девушка в красных одеяниях с зонтиком». На этой церемонии МакSим чествовали как обладательницу премии в номинации «Лучшая исполнительница».
Песня «Чужой» также использовалась для рекламы альбома за пределами России, стала хитом в странах СНГ и занимала высокие места в чартах продаж ринг-бэк тонов в Таджикистане, Узбекистане, Грузии и Армении.

## Реакция критики
| Оценки критиков | Оценки критиков |
| Источник        | Оценка          |
| --------------- | --------------- |
| 2М              | (положительная) |
| Billboard       | (положительная) |
| Guruken.ru      | [ 6 ]           |
| Intermedia      | [ 32 ]          |
| Km.ru           | (отрицательная) |
| NewsLab.ru      | (отрицательная) |
| NewsMusic.ru    | [ 27 ]          |
| Timeout.ru      | [ 55 ]          |
| Toppop.ru       | (положительная) |
| Афиша           | [ 56 ]          |
| Известия        | (положительная) |

Гуру Кен, в целом, описал альбом позитивно, дав ему оценку в 8 баллов из 10. Как пишет автор: «„Мой рай“ поражает обилием гитарного саунда и ритмических конструкций из „чёрной“ музыки. Вряд ли можно было ожидать такого звука от МакSим. Можно гадать, захотел ли такого звука выпускающий лейбл или сама певица захотела примодниться. Но факт остаётся фактом — новый альбом выглядит каким-то неровным, надёрганным из разных опер». Сами песни рецензенту понравились, и он назвал их «мелодичными и искренними». Журналист выделил как основную проблему альбома то, что «слова и мелодии живут в этом альбоме отдельно от аранжировок». Наиболее позитивно описываются песни «Мой рай» и «Лучшая ночь».

Кирилл Радченко из NewsMusic.ru также дал позитивную оценку альбому (9 из 10 баллов). Как пишет автор рецензии, МакSим на пластинке смело экспериментирует со звуком. Было отмечено увеличение «гитарного драйва и плотности ритм-секции», однако, по мнению рецензента, альбом в целом имеет танцевальный стиль. В отношении песен было написано, что МакSим представила именно те песни, которые от неё ждала аудитория: «…всё такие же слезливые баллады, задорные танцевальные треки, всё те же проблемы переходного возраста и девичьи страдания». Часть песен была сравнена с творчеством Сергея Жукова и Димы Билана. В целом, журналист посчитал, что «альбом крайне рекомендуется давним поклонникам МакSим, а также всем любителям простых искренних девичьих песен в стиле поп». Негативную оценку альбому дал Сергей Соседов. Он пишет, что «мы имеем дело с типичным музыкально-текстовым конвейером. Все песни до приторности слащавы и похожи одна на другую, как сиамские близнецы, хотя назвать их совсем уж бездарными язык не повернётся». Автор посчитал, что хотя в альбоме есть и приятные мелодии, но всё же, по его мнению, музыка является «кукольной», «без страстей». Позитивно были оценены аранжировки альбома, партии гитар и трубы. 
…в целом пластинку «Мой рай» трудно назвать продолжением дебютного альбома. По 12 трекам видно, что на смену провинциальной дерзости и напору пришёл отточенный профессионализм, но от этого немного пострадала былая лёгкость. И хотя музыкальным продюсером пластинки выступила сама Марина Максимова, «Мой рай» в большей степени похож на творчество полноценной группы: насыщенные аранжировки, во многих треках на первый план вышли акустическая гитара и фортепиано, а композиции «Научусь летать» и «Не отдам» украшает звук трубы. […] МакSим пыталась уловить баланс между менталитетом отечественных слушателей, трогательностью текстов и европейским звучанием своих новых песен.
Сергей Пукст опубликовал на сайте белорусского издания «Беларусь Сегодня» статью, в которой раскритиковал альбом певицы. Как пишет автор, много текстов на пластинке написано не по правилам русского языка. В пример он приводит строчки из песен: «Иду, срывая БУКЕТЫ…», «Там, где звезды до рассвета, говорят ТЕЛАМИ о любви», «Но когда в ладони с небес ложится ТОННАМИ ночь», «МИЛЛИОНЫ СОТЕН домов». В связи с этим журналист посчитал, что «эта МакSим — не человек, а просто фонтанирующий постмодернистский шедевр… […] Вместе со всеподчиняющей симметрией музыки это злоязычие приводит к неожиданной нирване. Становится так плохо, что уже „хорошо“. Чувствуешь с порочным облегчением, что ещё один эстетический барьер пал. Что уже можно и так. Это, кстати говоря, во многом определяет вектор развития отечественной (читай русскоязычной) поп-музыки».
На сайте NewsLab.ru альбом также получил негативные отзывы. Автор статьи, Иванов-Ножиков, пишет, что МакSим «исполняет нарочито простодушный девчоночий поп, причём делает это как-то совершенно по-пионерски, будто отсутствие старания и сильных вокальных данных является непременным атрибутом жанра. В лучших случаях („Секретов нет“, „Любовь“) это похоже на упрощённую версию Натали Имбрульи; в худших — („Научусь летать“, „Мой мир“ [sic!]) на заранее сочинённый саундтрек для сериала „Клуб“». В целом журналист посчитал, что альбом «неровный до ужаса».
Александр Горбачёв из «Афиши» дал альбому смешанную рецензию. Он пишет, что альбом состоит, с одной стороны, из полуакустического рока, мягкой электронной ритмики и прозрачных аккордов, что соотносится с звучанием группы «Radiohead». С другой стороны, вторую часть альбома, составляет «броский поп для провинциальных танцплощадок», «тоже сделанный вполне толково». Основным недостатком альбома было названо то, что на пластинке отсутствует конфликтность: «…подлинность у МакSим совершенно бесконфликтная, одномерная, и музыка в итоге получается столь же сусальная, как разукрашенная цветом небесной лазури обложка. Не то чтобы это фейк, обман, нет, скорее всего, — но это, во всяком случае, совершенно беззубо…». В целом, автор пишет, что песни в альбоме «…совсем нестыдные, они сочинены и сыграны с заметным тщанием и уважением к слушателю (что для нашей поп-братии редкость), они вряд ли могут раздражать, они вообще не предполагают сильных чувств…».
Николай Тарасов, из «2M», дал положительную оценку альбому. Рецензент пишет, что в альбоме певица «решила переквалифицироваться из сиротки в принцессу, и в её песнях проявилась невиданная ранее зрелость». Были положительно отмечены «живое» звучание песен и вокальные интонации МакSим. Также позитивно была оценена лирика альбома.
Марк Радель, из InterMedia, написал, что в альбоме «явственно слышна внутренняя борьба между искренностью и желанием соответствовать званию самой продаваемой певицы страны. При этом приятно, что успех первого альбома заставил Максим подойти ко второму более ответственно». В данном ключе было отмечено усложнение аранжировок и появление партий духовых. Константин Кудряшов, из TopPop.ru, дал позитивную оценку альбому. Автор похвалил вокал певицы, а также особо выделил гитарные партии в альбоме. Александр Волков, из газеты «Известия», дал позитивную оценку альбому. Автор пишет, что «второй альбом молодой поп-певицы — вновь о простых вещах, наивной девушкиной любви, снах, полётах наяву — почти гимн светлой банальности». Музыку журналист посчитал очень органичной, а главным в альбоме было названо то, что в МакSим «нет судорожного желания казаться „взрослее“, „глубже“ и „актуальнее“, чем есть на самом деле». В 2007 году Максим Кононенко в своём блоге назвал диск «альбомом года», наряду с пластинкой «Криминальная любовь» группы «Винтаж». Автор пишет, что новый альбом сильно отличается от первого по звучанию: «вместо синтезаторов теперь гитары, подростковые переживания уступили место какой-то жёсткости и иногда даже суровости — но это, безусловно, отличная работа очень талантливой артистки».

## Коммерческий успех альбома
Как и первый альбом МакSим, «Мой рай» оказался очень успешным с коммерческой точки зрения. В первую неделю после релиза было продано 500 тысяч экземпляров альбома. За 2007 год диск разошёлся тиражом более 700 тысяч экземпляров и получил семь платиновых и один бриллиантовый статус в России. В чарте продаж альбомов российского издания журнала «Billboard» за 2008 год (продажи считались с ноября 2007 по октябрь 2008) альбом занял первое место, а альбом «Трудный возраст» был на 27 месте по продажам. Продажи в сети «Евросеть», за 2007-й и первую половину 2008 года, составили более 70 тысяч экземпляров альбома. К концу 2008 года тираж альбома превысил 1 миллион 300 тысяч экземпляров. Особенно успеху альбома содействовали такие хиты № 1 на радио, как «Мой рай», «Научусь летать», «Лучшая ночь» и «Не отдам». Благодаря успешным продажам альбом победил в номинации «Альбом артистки» на премии «Рекордъ-2008». МакSим также победила в номинации «Музыкальный DVD» за видео «Трудный возраст. Первый концерт в Москве». Сеть музыкальных магазинов «Пурпурный легион» опубликовала свой рейтинг продаж CD-альбомов за 2008 год, где альбом занял первую строчку, а дебютный альбом певицы «Трудный возраст» был на 19 месте по продажам. По сообщениям сайта «Premieremag.com», к январю 2010 года, было продано более двух миллионов экземпляров альбома.

### Награды и номинации
Альбом и несколько песен из него получили различные музыкальные награды. Альбом получил награду премии Муз-ТВ 2008 года в номинации «Альбом года». Также песня «Мой рай» была признана «лучшей песней». Благодаря успеху альбома МакSим была признана «Лучшей исполнительницей». В 2008 году песня «Научусь летать» получила награду «Золотого граммофона». В этот же год МакSим была номинирована в двух номинациях на премии «RMA» канала MTV: «Певица» и «Поп-проект» (в обеих номинациях с песней «Мой рай»). В итоге исполнительница победила в номинации «Певица».
В 2009 году альбом получил награду премии «ZD Awards 2008» как «альбом года». Также в этот год песня «Научусь летать» стала номинантом премии Муз-ТВ 2009 как «лучшая песня» (МакSим была признана «лучшей исполнительницей» второй год подряд), а композиция «Не отдам» получила награду «Золотого граммофона».
| Год  | Награда                             | Номинированная работа                 | Категория                          | Результат          |
| ---- | ----------------------------------- | ------------------------------------- | ---------------------------------- | ------------------ |
| 2008 | НФПФ                                | Альбом «Мой рай»                      | Бриллиантовый диск                 | Бриллиантовый диск |
| 2008 | НФПФ                                | Альбом «Мой рай»                      | Платиновый диск                    | Платиновый диск    |
| 2008 | Премия Муз-ТВ                       | «Мой рай»                             | Лучшая песня                       | Победа             |
| 2008 | Премия Муз-ТВ                       | Альбом «Мой рай»                      | Лучший альбом                      | Победа             |
| 2008 | Премия Муз-ТВ                       | Альбомы «Трудный возраст» и «Мой рай» | Специальный приз за лучшие продажи | Победа             |
| 2008 | Премия Billboard                    | Альбом «Мой рай»                      | Самый продаваемый альбом           | Победа             |
| 2008 | Премия Рекордъ                      | Альбом «Мой рай»                      | Лучший альбом артистки             | Победа             |
| 2008 | Премия Рекордъ                      | «Мой рай»                             | Лучший рингбэктон                  | Номинация          |
| 2008 | Золотой граммофон                   | «Научусь летать»                      | Статуэтка «Золотого граммофона»    | Победа             |
| 2008 | Золотой граммофон (Санкт-Петербург) | «Научусь летать»                      | Статуэтка «Золотого граммофона»    | Победа             |
| 2008 | Песня года                          | «Мой рай»                             | Диплом фестиваля                   | Победа             |
| 2008 | MTV Russia Music Awards             | «Мой рай»                             | Лучший поп-проект                  | Номинация          |
| 2008 | ZD Awards                           | Альбом «Мой рай»                      | Альбом года                        | Победа             |
| 2009 | Премия Муз-ТВ                       | «Научусь летать»                      | Лучшая песня                       | Номинация          |
| 2009 | Золотой граммофон                   | «Не отдам»                            | Статуэтка «Золотого граммофона»    | Победа             |
| 2009 | Золотой граммофон (Санкт-Петербург) | «Не отдам»                            | Статуэтка «Золотого граммофона»    | Победа             |
| 2009 | Песня года                          | «Лучшая ночь»                         | Диплом фестиваля                   | Победа             |
| 2009 | Новые песни о главном               | «Научусь летать»                      | Диплом фестиваля                   | Диплом фестиваля   |

## Комплектация и оформление
Меня окружают разные люди, кто-то вдохновляет, кто-то создаёт, кто-то поддерживает или помнит, смешит или направляет, а некоторые просто любят. Спасибо Господу Богу, родителям и брату, Блинову Саше и каждому из компании «Gala Records» в отдельности, Толику Стельмаченку и Устинову Севе, Женьке Модестову и Кирбасу Лису, dr. Дронову и Фиделю, Рок-н-роллу и Альшу, Кормишину и Комарову, Соколовым Марго и Галине, Диме и Леночке. Вы мне очень нужны!
На компакт-диске записано основное содержимое альбома — его композиции. Основная идея альбома заложена в его названии и отражена на обложке диска, где МакSим предстаёт в образе романтичной девушки-бунтарки, для которой не имеют значения различные форматы и ярлыки и которая погружена в мир своих фантазий. Концепцию оформления альбома разработала сама МакSим. Для достижения фантазийного эффекта обложка диска была специально прорисована художником Соникой Еловиковой.
Подарочное издание вышло в 2008 году. В него вошёл ещё один трек «Наше лето» с рэпером Баста, а также дополнительный DVD-диск. В подарочном варианте пластинка, помещённая в картонную DVD-упаковку с «выборочной лакировкой», дополнена видеодиском с клипом на заглавную песню альбома и фильмом о его создании. Внутри — 13-страничный буклет с текстами всех песен, написанными от руки самой певицей. Буклет представляет собой «тетрадь на пружинке, на мелованных листах которой разместились фотографии МакSим и будто бы написанные от руки тексты её песен с наивно-трогательными рисунками на полях». В подарочное издание также вложена открытка с МакSим, где она изображена «в деревенском платье, ковбойских сапогах и с авторучкой в руках».

## Список композиций

### Обычное издание
| №   | Название                                         | Автор(ы)                                              | Длительность |
| --- | ------------------------------------------------ | ----------------------------------------------------- | ------------ |
| 1.  | «Секретов нет»                                   | МакSим, Яжевика                                       | 3:44         |
| 2.  | «Научусь летать»                                 | МакSим                                                | 3:51         |
| 3.  | «Мой рай»                                        | МакSим                                                | 3:36         |
| 4.  | «Любовь»                                         | МакSим, Яжевика                                       | 3:24         |
| 5.  | «Лучшая ночь»                                    | МакSим, Дмитрий Комаров                               | 3:51         |
| 6.  | «Не отдам»                                       | МакSим                                                | 3:07         |
| 7.  | «Open Air Sochi»                                 | МакSим, (Информацию по авторству смотри в примечании) | 3:39         |
| 8.  | «Зима»                                           | МакSим, Елена Гребнева                                | 3:17         |
| 9.  | «Чужой»                                          | МакSим                                                | 5:22         |
| 10. | «Звезда»                                         | МакSим                                                | 3:18         |
| 11. | «Лучшая ночь» (Kirbas electro mix («GAS» promo)) | МакSим, Дмитрий Комаров                               | 4:10         |
| 12. | «Мой рай» (Remix DjVini (DяgileV prожеkt))       | МакSим                                                | 8:13         |

Примечания:
- Для дорожки 7; Авторы оригинальной англоязычной композиции «In my Dreams»: Шон Комбс (англ. Sean Combs), Марио Мэнделл Вайнэнс (англ. Mario Mendell Winans), Д. Доттин (англ. D. Dottin), К. Джонсон (англ. K. Johnson), Гордон Дьюкс (англ. Gordon Dukes)[21]
- Дорожка 12 включает скрытый трек «Стеклоглазка Льдинная»

### Подарочное издание
| №   | Название                                         | Автор(ы)                  | Длительность |
| --- | ------------------------------------------------ | ------------------------- | ------------ |
| 1.  | «Секретов нет»                                   | МакSим, Яжевика           | 3:44         |
| 2.  | «Научусь летать»                                 | МакSим                    | 3:51         |
| 3.  | «Мой рай»                                        | МакSим                    | 3:36         |
| 4.  | «Любовь»                                         | МакSим, Яжевика           | 3:24         |
| 5.  | «Лучшая ночь»                                    | МакSим, Дмитрий Комаров   | 3:51         |
| 6.  | «Не отдам»                                       | МакSим                    | 3:07         |
| 7.  | «Open Air Sochi»                                 | МакSим                    | 3:39         |
| 8.  | «Зима»                                           | МакSим, Елена Гребнева    | 3:17         |
| 9.  | «Чужой»                                          | МакSим                    | 5:22         |
| 10. | «Звезда»                                         | МакSим                    | 3:18         |
| 11. | «Лучшая ночь» (Kirbas electro mix («GAS» promo)) | МакSим, Дмитрий Комаров   | 4:10         |
| 12. | «Мой рай» (Remix DjVini (DяgileV prожеkt))       | МакSим                    | 5:28         |
| 13. | «Наше лето» (МакSим и Баста)                     | МакSим, Василий Вакуленко | 6:39         |

Примечание:
- Дорожка 13 включает скрытый трек «Стеклоглазка Льдинная»

## Участники записи
В записи альбома принимали участие следующие музыканты:
- МакSим — продюсер, исполнительный продюсер, вокал, бэк-вокал
- Анатолий Стельмачёнок — аранжировка (дорожки 1, 2, 4-9), гитара (дорожки 2, 4, 6, 7, 8), соло-гитара (дорожка 3), бэк-вокал (дорожка 2)
- Алексей Прокофьев — аранжировка (дорожки 3, 10), соло-гитара (дорожка 10)
- Кирилл Антоненко — аранжировка (дорожка 11), клавишные
- Dj Vini — аранжировка (дорожка 12)
- Евгений Модестов — гитара (дорожки 4, 5, 6), соло-гитара (дорожка 2), акустическая гитара (дорожка 1)
- Русин М. — гитара (дорожка 1)
- Дмитрий Верба — бас-гитара (дорожки 2 и 9)
- Дмитрий Бахтинов — бас-гитара (дорожки 4 и 6)
- Олег Дронов — барабаны (дорожка 4)
- Игорь Бессмертный — труба (дорожки 2 и 6)